# Ischiocentra disjuncta
Ischiocentra disjuncta là một loài bọ cánh cứng trong họ Cerambycidae.